# برکلوم
برکلوم (به آلمانی: Breklum) یک شهر در آلمان است که در نوردفرایسلند واقع شده‌است. برکلوم ۲٬۲۹۸ نفر جمعیت دارد.